# Asymmetrisk information
Asymmetrisk information (eller informationsasymmetri) betegner en situation, f.eks. en forhandling eller transaktion, hvor den ene part har mere information end den anden/de andre. Det skaber en magt-ubalance, som kan skævvride transaktionen og i nogle tilfælde medføre, at den ikke bliver gennemført. Asymmetrisk information er dermed en vigtig markedsfejl på linje med problemer som ufuldkommen konkurrence, offentlige goder og eksternaliteter. Asymmetrisk information står i modsætning til fuldkommen information, der betegner en situation, hvor alle aktører har fuld viden om de forhold, de skal tage stilling til. Fuldkommen information opfattes normalt som en betingelse for at opnå fuldkommen konkurrence. Information kan dog godt være ufuldkommen uden at være asymmetrisk.
I 2001 blev Nobelprisen i økonomi givet til George Akerlof, Michael Spence og Joseph Stiglitz for deres analyser af markeder med asymmetrisk information. De tre er kendt som foregangsmænd i forskningen på området.
Asymmetrisk information er kernen i principal-agent-problemer, hvor en aktør (principalen) uddelegerer en opgave til en anden aktør (agenten), som skal udføre arbejdet på principalens vegne. Agenten kan imidlertid have andre ønsker for arbejdets udførelse end principalen, og på grund af asymmetriske informationsforhold er principalen ikke i stand til at sikre, at agenten udfører sit arbejde til principalens fulde tilfredshed. Asymmetrisk information er også årsagen til problemer som ugunstig udvælgelse og moralfare.
Asymmetrisk information findes på mange forskellige markeder og har vidtrækkende konsekvenser for samfundsøkonomien. Det er således en vigtig problemstilling på de finansielle markeder, både inden for kreditvurdering og forsikring. Asymmetriske informationsproblemer menes således at være en væsentlig årsag til finanskrisen i 2007.
Også på arbejdsmarkedet har asymmetrisk information stor betydning. Effektivitetslønteorien, en af de økonomiske teorier, der forsøger at forklare, hvorfor der kan eksistere permanent arbejdsløshed, bygger i høj grad på en principal-agent-tankegang, som hænger sammen med informationsasymmetrier (idet arbejdsgiveren ikke altid har mulighed for at kontrollere sine ansattes produktivitet direkte).